# Charaton
Charaton war ein Herrscher der europäischen Hunnen im frühen 5. Jahrhundert.
Nur sehr wenig ist über die Person Charatons bekannt. In den Quellen wird eine Gesandtschaft des oströmischen Kaisers erwähnt, an der auch der spätantike Geschichtsschreibers Olympiodoros von Theben teilnahm, dessen Bericht aber nur fragmentarisch erhalten ist. Demnach war Charaton über die Ermordung des Donatus erzürnt, wurde aber von den Römern durch Geschenke besänftigt. Unbekannt ist, ob der mit dem Schiff angereiste Olympiodoros ihn über die Adria in der ungarischen Tiefebene oder über das Schwarze Meer in der südrussischen Steppe aufgesucht hat. So ist auch unklar, ob Charaton Einfluss auf die Hunnen an der unteren Donau ausübte und wie groß sein Herrschaftsbereich war, worauf die Angabe, er sei (nur) „der erste unter den Königen der Hunnen“, schließen lässt. Er mag 412/13 eventuell als Nachfolger Uldins als eine Art Oberherrscher über die Hunnen im heutigen Ungarn fungiert haben. Allerdings macht die hier geschilderte Episode wohl eher deutlich, dass es zu dieser Zeit keine einheitliche Führung bei den Hunnen gab.

## Etymologie
Der erste Namensbestandteil ist das den altaischen Sprachen gemeinsame Wort xar(a), kara („schwarz“); der zweite ist möglicherweise das alttürkische bzw. hunnische, aus der sakischen Sprache übernommene Lehnwort *taun > ton („Bekleidung“), don im Dialekt von Bursa. Allerdings ist in der Forschung umstritten, welche Sprache (und ob überhaupt nur eine) die Hunnen benutzten, da nur wenige Sprachüberreste überliefert sind.
Der zusammengesetzte Begriff xara-ton diente in der älteren türkischen Literatur auch als Bezeichnung für die schwarze Fellfarbe der Pferde, wie sie im Osmanischen Reich bei Beerdigungen hochrangiger Würdenträger eingesetzt wurden. Wenn Charaton Nachfolger des Donatus gewesen sein sollte (was sich allerdings aus den spärlichen Informationen bei Olympiodoros nicht ergibt), nimmt sein Name vielleicht symbolisch Bezug auf seinen ermordeten Vorgänger („Pferd“); allerdings ist dies reine Spekulation. Das Pferd könnte ein totemistisches Stammessymbol sein. Als Personen- und Ortsname wird Xaratum bei den Tschuwaschen verwendet und bezeichnet auch die Vorfahren. Otto Mänchen-Helfen verweist in diesem Zusammenhang auf den kirgisischen Stammesnamen Bozton („Graumantel“).